# Kleine ovenvogel
De kleine ovenvogel (Furnarius minor) is een zangvogel uit de familie Furnariidae (ovenvogels).

## Verspreiding en leefgebied
Deze soort komt voor langs de Amazone en zijn zijrivieren in Brazilië, zuidelijk Colombia, oostelijk Ecuador en noordoostelijk Peru.

## Status
De grootte van de populatie is niet gekwantificeerd maar de soort wordt omschreven als vrij algemeen. Op de Rode lijst van de IUCN heeft deze soort de status niet bedreigd.